# Lijst van rijksmonumenten in Hornhuizen
De plaats Hornhuizen telt 8 inschrijvingen in het rijksmonumentenregister. Hieronder een overzicht. 
| Object                                      | Oorspronkelijke functie? | Bouwjaar                                                           | Architect | Locatie              | Coördinaten?                  | Nr.?   | Afbeelding                           |
| ------------------------------------------- | ------------------------ | ------------------------------------------------------------------ | --------- | -------------------- | ----------------------------- | ------ | ------------------------------------ |
| Hervormde kerk en toren                     | Kerk en kerkonderdeel    | laat-gotisch (toren) 1818 (herst. toren) 1850 (herb. kerk)         |           | Breweelsterweg 1     | 53° 23' 16" NB, 6° 21' 35" OL | 23670  | Meer afbeeldingen                    |
| Onrust                                      | Boerderij                | 1863 (schuur)                                                      |           | Ommelanderweg 9      | 53° 22' 36" NB, 6° 19' 24" OL | 23674  | Meer afbeeldingen                    |
| Bromo                                       | Boerderij                | 1817 (schuur) 1818 (bijschuur) 1846 (herb. schuur) 1906 (voorhuis) |           | Ommelanderweg 38     | 53° 22' 43" NB, 6° 19' 45" OL | 509445 | Meer afbeeldingen                    |
| Duiventil                                   | Tuin, park en plantsoen  | 1906                                                               |           | bij Ommelanderweg 36 | 53° 22' 40" NB, 6° 19' 50" OL | 509446 | Meer afbeeldingen                    |
| Coupure in de Oude Provinciale Dijk         | Waterkering en -doorlaat | 1905 1923 (uitbr.)                                                 |           | bij Ommelanderweg 18 | 53° 23' 13" NB, 6° 20' 35" OL | 509487 | Upload foto                          |
| Coupure in de Oude Provinciale Dijk         | Waterkering en -doorlaat | 1930-1939                                                          |           | bij Ommelanderweg 26 | 53° 23' 19" NB, 6° 20' 5" OL  | 509488 | Coupure in de Oude Provinciale Dijk  |
| Voorm. Armenhuis (Werkhuis)                 | Gerechtsgebouw           | 1870-1875                                                          |           | Tammingastraat 38    | 53° 23' 17" NB, 6° 21' 41" OL | 509494 | Armenhuis Voorm. Armenhuis(Werkhuis) |
| Hervormde pastorie met aangebouwd koetshuis | Kerkelijke dienstwoning  | 1886 (herb.)                                                       |           | Tammingastraat 55    | 53° 23' 16" NB, 6° 21' 37" OL | 512505 | Upload foto                          |